# Zeriassa ruspolii
Espèce
Synonymes
- Canentis ruspolii Pavesi, 1897
- Zeriassa incerta Caporiacco, 1941

Zeriassa ruspolii est une espèce de solifuges de la famille des Solpugidae.

## Distribution
Cette espèce se rencontre en Somalie, en Éthiopie et au Kenya.

## Description
La femelle holotype mesure 28 mm.
La femelle décrite par Roewer en 1933 mesure 21 mm.

## Étymologie
Cette espèce est nommée en l'honneur d'Eugenio Ruspoli.

## Publication originale
- Pavesi, 1897 : Studi sugli aracnidi africani IX. Aracnidi Somali e Galla raccolti da Don Eugenio dei Principi Rispoli. Annali del Museo Civico di Storia Naturale di Genova, vol. 38, p. 151–188 (texte intégral).